# Ingliste
Ingliste – wieś w Estonii, prowincji Rapla, w gminie Kehtna.